# Ladendorf
Ladendorf là một thị xã thuộc huyện Mistelbach trong bang Niederösterreich.

## Tham khảo

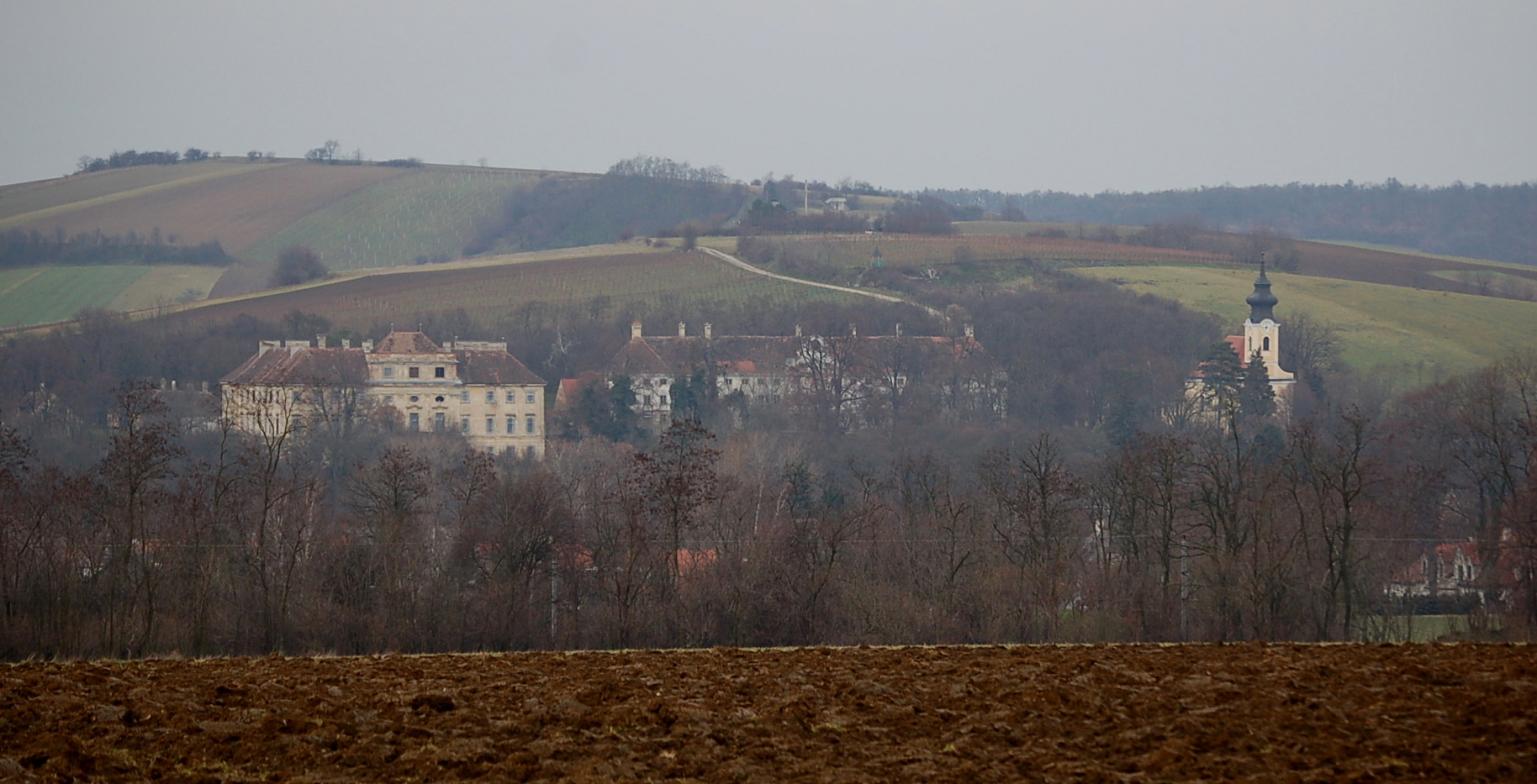
View of Ladendorf from southeast with castle and parish church